# Amber Dawn
Amber Dawn es una escritora, cineasta y artista de performance canadiense asentada en Vancouver, Columbia Británica, que en 2012 ganó el premio Premio Dayne Ogilvie 2011 otorgado por el Trust de Escritores de Canadá a una escritora LGBT emergente.
En 2010 publicó su primera novela, Sub Rosa, que posteriormente ganaría el Premio Literario Lambda para debut en ficción.
Dawn también fue editora de la antología Fist of the Spider Woman: Tales of Fear and Queer Desire, nominada para el "Premio Literario Lambda de Ciencia Ficción, Fantasía y Terror" en 2009, y coeditó con Trish Kelly With a Rough Tongue: Femmes Write Porn. En 2013 publicó un nuevo libro de ensayos y poemas, How Poetry Saved My Life: A Hustler's Memoir. El libro fue candidato preseleccionado, en la categoría Memorias Lesbianas / Biografías en el 26.º Premio Literario Lambda, y ganó el 2013 City of Vancouver Book Award.
Dawn fue directora de programación en el Vancouver Queer Film Festival durante cuatro años, finalizando en 2012.
En 2013, participó en el jurado del "Premio Dayne Ogilvie" con sus colegas Vivek Shraya y Anne Fleming, seleccionando a C. E. Gatchalian como el ganador del año.

## Obra

### Algunas publicaciones
| Título                                                   | Año publicado | Notas   |
| -------------------------------------------------------- | ------------- | ------- |
| With a Rough Tongue: Femmes Write Porn                   | 2005          | editora |
| Fist of the Spider Woman: Tales of Fear and Queer Desire | 2009          | editora |
| Sub Rosa                                                 | 2010          |         |
| How Poetry Saved My Life                                 | 2013          |         |
| Where the Words End and My Body Begins                   | 2015          |         |